# Psammogeton ranunculifolius
Psammogeton ranunculifolius är en flockblommig växtart som först beskrevs av Pierre Edmond Boissier, och fick sitt nu gällande namn av Lennart Engstrand 1987. Psammogeton ranunculifolius ingår i släktet Psammogeton och familjen flockblommiga växter. Inga underarter finns listade i Catalogue of Life.